# ویسنا فرکیچ
ویسنا فرکیچ (به آلمانی: Vijessna Ferkic) (زاده ۲۸ آوریل ۱۹۷۸) هنرپیشه زن آلمانی با اصلیت کرووات است. او در نقش سوفی در فیلم کتابخوان بازی کرد.